# Trofeo Federale 2009
Il Trofeo Federale 2009 è stato la 24ª edizione di tale competizione, e si è concluso con la vittoria del Murata, al suo terzo titolo.

## Risultati
- Semifinali - 23 settembre 2009

A)  Juvenes/Dogana -  Murata 1 - 2
B)  Tre Fiori -  Domagnano  0 - 1
- Finale - 24 novembre 2009

C)   Murata -  Domagnano 1 - 0